# Sydney Symphony Orchestra
La Sydney Symphony è un'orchestra sinfonica con sede a Sydney in Australia. Essa è considerata da molti la migliore orchestra d'Australia anche se altri propendono per la rivale Melbourne Symphony Orchestra. Essa ha l'unico privilegio di avere come sede la sala della Sydney Opera House.

## Storia
L'orchestra nacque nel 1932 come National Broadcasting Symphony Orchestra. Essa venne creata dalla Australian Broadcasting Corporation (ABC) ed era costituita da 24 musicisti messi insieme per l'esecuzione di concerti e l'esecuzione di musiche di sottofondo per la trasmissione radiofonica di opere teatrali.
Il primo significativo concerto avvenne nel 1934, sotto la direzione di Hamilton Harty. Da quel momento si decise la creazione di una orchestra sinfonica permanente per la città di Sydney.
Nel 1936, l'organico dell'orchestra venne elevato a 45 musicisti, aumentati a 70 per le esecuzioni pubbliche. Nello stesso tempo si diede inizio ad una stagione annuale di concerti.
A causa dell'instabilità politica in Europa, sul finire degli anni trenta, molti musicisti famosi fecero lunghe tournée in Australia. Vennero così dati concerti diretti da Antal Doráti e Thomas Beecham con solisti come Arthur Rubinstein, Bronisław Huberman e Artur Schnabel.
Alla fine della seconda guerra mondiale, l'ABC si accordò con la città di Sydney e la regione del Nuovo Galles del Sud per la costituzione di un'orchestra a Sydney. Nel 1946 venne acquisito il nome di "Sydney Symphony Orchestra" dal suo possessore, un'orchestra fondata nel 1908. La nuova Sydney Symphony Orchestra, costituita da 82 musicisti, diede il primo concerto nel gennaio del 1946.

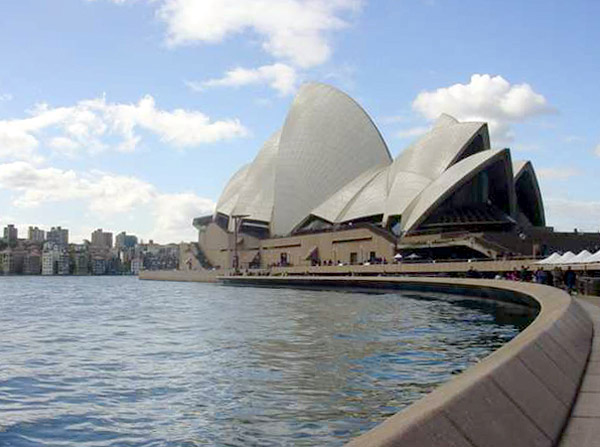
Sydney Opera House

Eugene Goossens fu il primo direttore stabile dell'orchestra nel 1947. Goossens introdusse la consuetudine di concerti estivi all'aperto e dell'esecuzione di musica contemporanea. Nel 1948, pronunciò le parole profetiche, “Sydney deve avere un Teatro d'opera!” Goossens fu insignito del cavalierato nel 1955, l'anno precedente alla fine del suo incarico. Il suo incarico venne interrotto improvvisamente, nel marzo 1956, a seguito di uno scandalo privato, ed egli dovette rientrare in Inghilterra.
Eugene Goossens venne sostituito da Nikolai Malko, Dean Dixon, Moshe Atzmon, e Willem van Otterloo. Sotto la direzione Otterloo, l'orchestra fece una tournée in Europa di otto settimane nel 1974, che culminò in due concerti ad Amsterdam ed a L'Aia. Durante la direzione di Otterloo, l'orchestra decise di stabilire la propria sede presso la Sala della Sydney Opera House. Van Otterloo morì nel 1978 in un incidente stradale.
Nel 1982 Charles Mackerras divenne il primo australiano a divenire direttore principale dell'orchestra. Quando egli si ammalò nel 1985, venne sostituito in alcuni concerti dal giovane direttore australiano Stuart Challender. Questi concerti consentirono al giovane direttore di ottenere in seguito l'incarico di primo direttore nel 1987. Nel corso dei festeggiamenti per il bi centenario dell'Australia nel 1988, egli diresse l'orchestra in una serie di acclamati concerti negli Stati Uniti.
Nel 1994, un aumento dei fondi da parte del governo federale, consentì di portare l'organico dell'orchestra a 110 elementi. Lo stesso anno venne nominato direttore principale Edo de Waart che rimase a capo dell'orchestra fino al 2003.
De Waart migliorò in modo significativo la qualità dell'orchestra, anche in funzione dell'ampliamento dell'organico, portandola al livello delle migliori orchestre del mondo per la prima volta nella sua storia. Quando egli assunse la direzione, l'orchestra aveva appena modificato i suoi regolamenti che prevedevano la nazionalità australiana per i membri dell'orchestra. De Waart introdusse delle audizioni anonime per il reclutamento dei membri permanenti dell'orchestra, introdusse restrizioni all'impiego di sostituti ed impose un nuovo sistema alla gestione dell'orchestra. Fra le cose migliori della sua gestione si ricordano l'esecuzione del ciclo Wagneriano de L'anello dei Nibelunghi in forma di concerto, un'attenzione particolare sulle opere di Mahler e tournée in Europa (1995), Giappone (1996) e Stati Uniti (1998).

## L'orchestra oggi
La SSO è un'icona nella scena culturale di Sydney, realizzando circa 150 concerti l'anno per un pubblico di circa 350 000 spettatori. La maggior parte dei concerti vengono dati alla Sydney Opera House ma anche in altre sale della metropoli australiana.

## Direttori principali
| - 1947–56 Eugene Goossens - 1957–61 Nikolai Malko - 1964–67 Dean Dixon - 1967–71 Moshe Atzmon - 1971–78 Willem van Otterloo - 1979–82 Louis Frémaux - 1982–85 Charles Mackerras | - 1986–87 Zdeněk Mácal - 1987–91 Stuart Challender - 1993–2003 Edo de Waart - 2004–08 Gianluigi Gelmetti - 2009–2013 Vladimir Ashkenazy - 2014-2019 David Robertson - 2022-oggi Simone Young |